# Crematogaster sewellii
Crematogaster sewellii es una especie de hormiga acróbata del género Crematogaster, categorizada en la tribu Crematogastrini, de la subfamilia Myrmicinae. Fue descrita por Forel en 1891.

## Distribución
Se distribuye por África: Madagascar y Sudán.

## Hábitat
Habita en bosques de sabana, jardines, zonas urbanas, pastos, matorrales, pastizales, bosques secos y lluviosos, en nidos, debajo de piedras y troncos de árboles. Se ha encontrado a elevaciones de 160-1726 m s. n. m.